# Salle Desjardins-Telus
La salle Desjardins-Telus est une salle de spectacle située à Rimouski dans la région du Bas-Saint-Laurent au Québec. Il s'agit d'une salle polyvalente de 903 places construite entre 2004 et 2005 et inaugurée en août 2005. Le gestionnaire et diffuseur de la salle est le groupe Spect'Art.

## Histoire

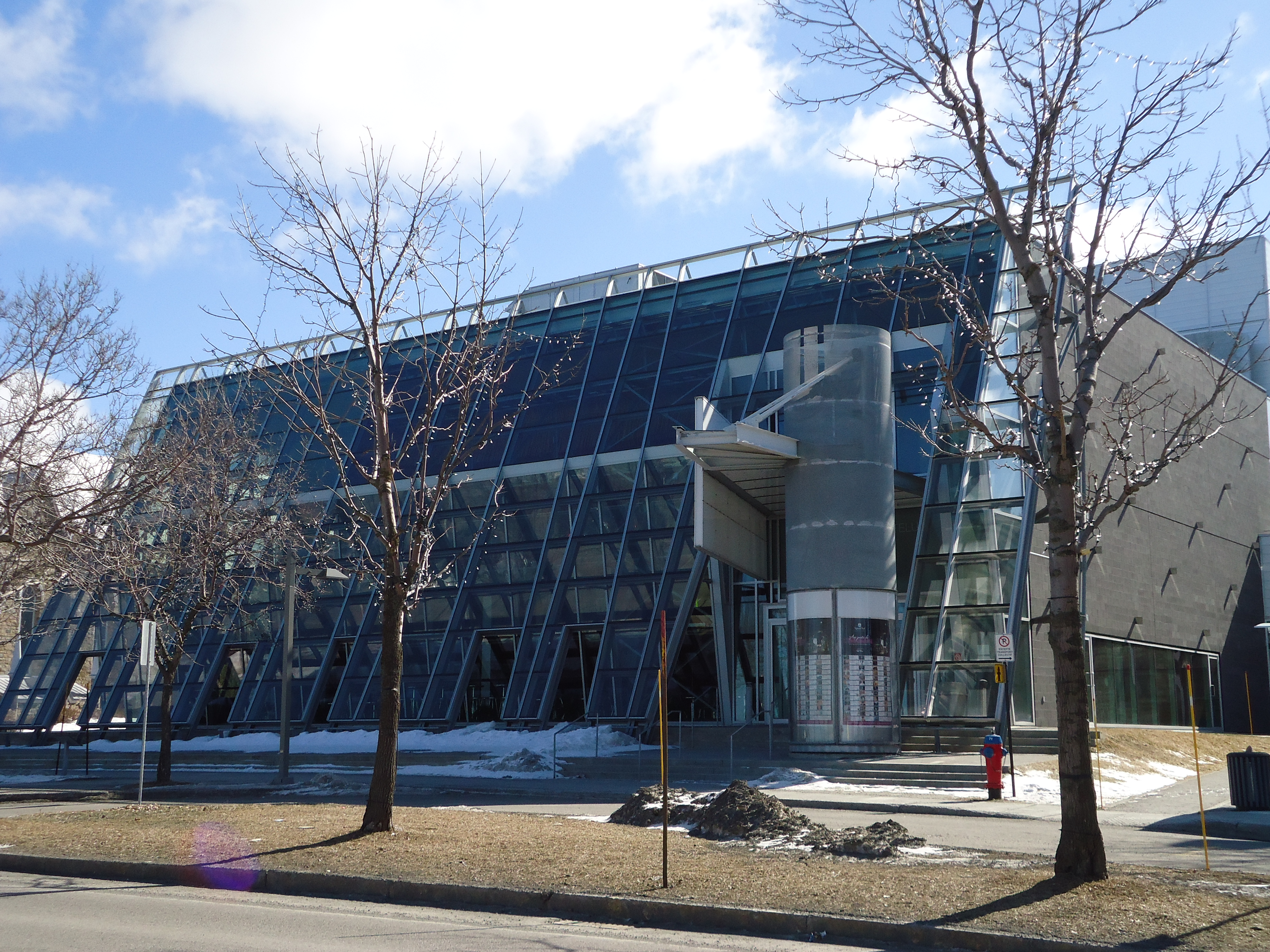
La salle Desjardins-Telus

L'idée d'une salle de spectacle à Rimouski a été lancée en 1967. Plusieurs projets ont été avancés, mais ce n'est que dans les années 2000 que le projet s'est finalement réalisé. Le 14 septembre 2000, le ministère de la Culture du Québec donne son accord de principe à la construction d'une salle de spectacle d'environ 900 places dont les coûts sont alors évalués à 8 millions de dollars. Le gouvernement du Québec donne son appui au projet et accepte de défrayer la moitié des coûts de construction de l'édifice. Cet appui permet à la ville de Rimouski de lancer un concours d'architecture pour la réalisation d'études, l'élaboration des plans et devis de l'édifice ainsi que de la rénovation du centre civique de Rimouski qui abrite la vieille salle de spectacle. En février 2002, à la suite des études réalisées par la ville de Rimouski, gérante du projet, le gouvernement québécois réitère son appui financier et accepte de partager moitié-moitié les coûts de construction de la salle désormais évalués à 10,1 millions de dollars avec la ville de Rimouski.
Entre-temps, les citoyens de Rimouski sont appelés à se prononcer par référendum le 23 février 2003 sur le projet de salle de spectacle et un l'emprunt d'un montant de 10,9 millions de dollars pour la réalisation du projet ainsi que sur le choix du lieu de construction de l'édifice. Le choix de l'emplacement de la salle est l'enjeu majeur qui divise alors les Rimouskois. Les résultats du référendum permettent à la ville de Rimouski d'aller de l'avant dans le projet, les citoyens s'étant prononcés à plus de 80 % pour la construction de la salle de spectacle au centre-ville de Rimouski. Cette construction au centre-ville permet à la ville de Rimouski de se doter d'un véritable complexe culturel dans un secteur patrimonial à proximité du musée régional de Rimouski, de la cathédrale et de son presbytère,.
Toujours en 2003, Rimouski reçoit des propositions pour la construction de l'édifice dont les coûts s'avèrent plus élevés que prévu et dépassant de 1,8 million de dollars les coûts initiaux prévus. En décembre 2003, le gouvernement québécois accepte d'augmenter sa subvention de 500 000 dollars pour défrayer la moitié des coûts totaux de construction alors évalué à 12,7 million de dollars. À la même période, Rimouski lance une campagne de financement dont l'objectif est d'amasser un million de dollars et de trouver un commanditaire majeur prêt à défrayer une partie des coûts de construction et qui en contrepartie verrait la salle de spectacle porter son nom. Le réseau des caisses populaires Desjardins de la région et TELUS Québec, dont le siège social est situé à Rimouski, accepte de débourser chacun 150 000 dollars pour que leur nom soit associé au bâtiment qui portera le nom de salle Desjardins-Telus pendant vingt ans. D'autres associations devraient permettre de trouver le reste du financement.
Les plans de l'édifice sont l'œuvre des firmes d'architecte Dan S. Hanganu et Proulx et Cyr et la gestion des travaux de construction est assumé par la ville de Rimouski, la construction de la salle se réalisant en 2004-2005 selon le budget prévu. L'inauguration officielle de la salle a lieu le 25 août 2005 et ce projet permet alors de desservir la grande région de Rimouski qui compte 100 000 résidents,. Le ministère de la Culture du Québec mentionne alors qu'elle permet aux citoyens de Rimouski et du Bas-Saint-Laurent « d'avoir accès à un équipement culturel professionnel répondant à leurs besoins ». Les activités de la salle sont interrompues le 14 septembre 2005 à la suite des dommages subis lors de l'incendie du Centre civique de Rimouski, voisin de la salle Desjardins-Telus,. Le mur coupe-feu de l'édifice a alors permis d'éviter que le feu qui a fortement endommagé le Centre culturel, ne fasse de même pour la salle de spectacle. La réouverture n'a lieu que trois mois plus tard,.
En 2006, la ville de Rimouski et la firme d'architecte Dan S. Hanganu reçoivent un prix d'excellence de l'Institut canadien de la construction en acier pour la construction de la salle de spectacle soulignant la réussite esthétique et fonctionnelle du projet.
En novembre 2009, les gouvernements québécois et canadien annoncent leur appui financier au projet de doter la salle d'une fosse d'orchestre motorisée pouvant accueillir une cinquantaine de musicien. Cet équipement était prévu dans les plans originaux de la salle mais ce n'est qu'en 2010-2011 qu'il a été réalisé au coût de 500 000 dollars. La  conception de la fosse est l'œuvre de la firme Gala Systèmes de Longueuil et son inauguration a lieu en mars 2011.

## Caractéristiques techniques

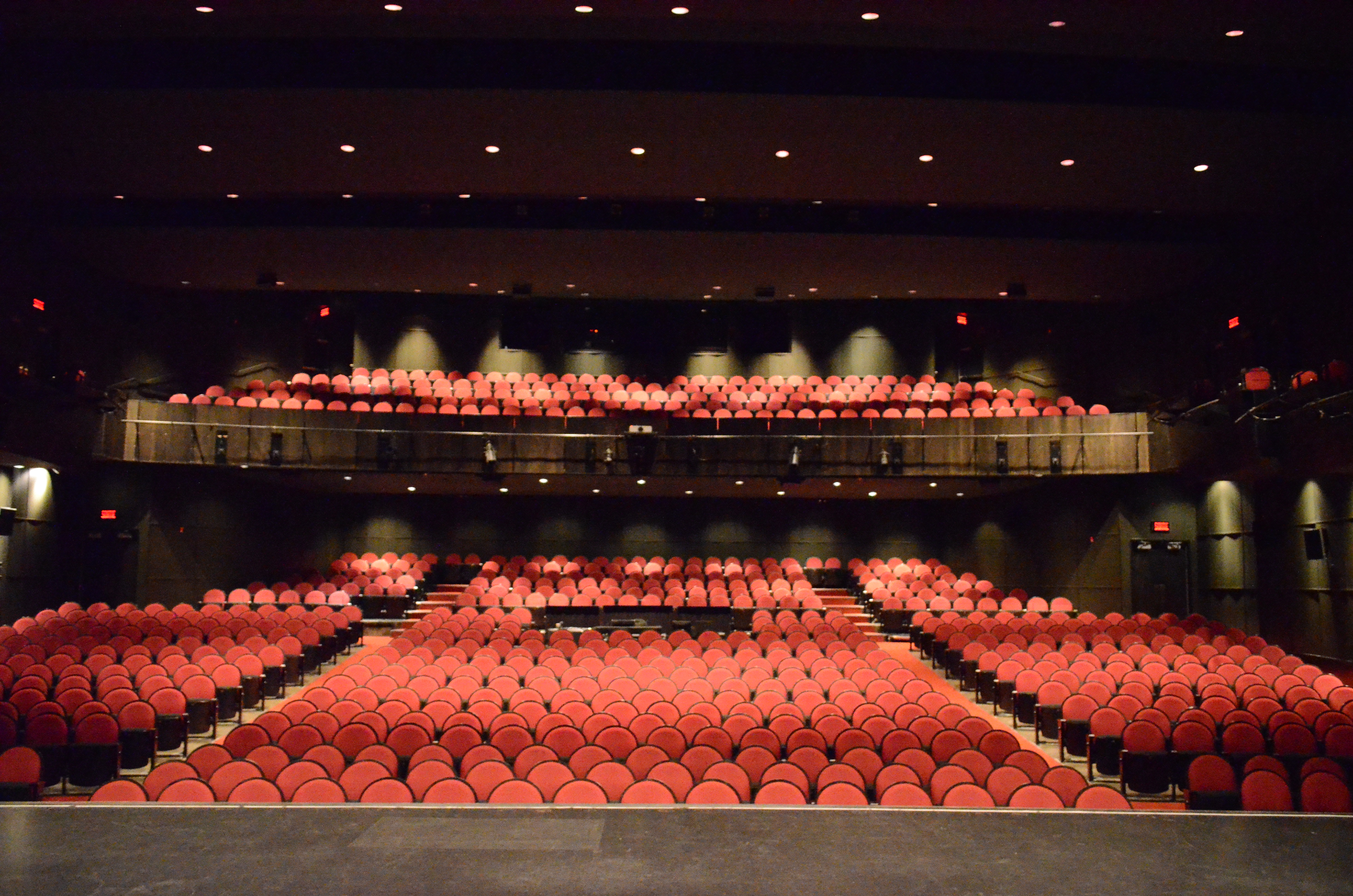
Le parterre de la salle

Lors de sa construction, la salle a été dotée d'éléments de scénographie « avant-gardiste » permettant un usage polyvalent. Les dimensions de la scène sont de 25 mètres de largeur par 13 mètres de profondeur et celles du cadre de scène sont de 12,2 mètres par 6,7 mètres de hauteur. Les cintres de la salle se compose d'un système d'accrochage composé de 33 perches mobiles, une trentaine étant « munies d'un système manuel à contrepoids » et les trois autres étant motorisées.
Depuis 2011, la salle possède une fosse d'orchestre pouvant accueillir une cinquantaine de musicien. La fosse est muni d'un système de levage motorisé  permettant l'installation d'une avant-scène pour améliorer l'acoustique des concerts musicaux sans amplification, un atout important pour les ensembles musicaux qui s'y produisent comme l'Orchestre symphonique de l'Estuaire ou l'Opéra-Théâtre de Rimouski. Grâce au système motorisée il est possible de monter et démonter la scène en 30 min comparativement à 4 h avant 2011, ce qui permet de présenter des spectacles la veille et le lendemain des spectacles requérant une fosse d’orchestre. À la suite de l'installation de la fosse d'orchestre en 2011, la valeur des équipements techniques de la salle est évaluée à 1,2 million de dollars et les coûts totaux de construction à 14 millions de dollars.
Le système d'éclairage permet de présenter des vidéos requérant jusqu'à 10 000 lumens et a été amélioré par l'achat de nouveaux équipements moins énegivores au coût de 100 000 dollars en 2013.

## Gestion de la salle
La ville de Rimouski a confié la gestion des activités et spectacles qui sont présentés dans la salle de spectacle à la Société de diffusion de spectacles de Rimouski (Spect'Art). En 2010, après un peu plus de quatre années d'ouverture, c'est 400 spectacles qui y ont été présentés et le taux d'achalange y dépasse les 70 %. D'ailleurs les dirigeants de Spect'Art estime qu'il est impossible d'y présenter plus de 105 spectacles annuellement sans nuire à la demande et faire en sorte de créer une certaine cannibalisation entre spectacles.
En 2012, la salle a généré un chiffre d'affaires de 1,5 million de dollars grâce à la présentation de 85 à 90 spectacles et un taux de fréquentation de 70 %. Le succès de la salle est aussi lié au coût abordable des spectacles, car selon les données de l'Observatoire de la culture du Québec de 2010, le coût moyen d'un billet est de 40 dollars au Québec et de 25 dollars dans le Bas-Saint-Laurent.

## Prix et reconnaissances
- Prix Félix de la salle de spectacle en 2009 décerné par l'ADISQ[10]
- Prix RIDEAU Diffuseur en 2009[10]